# آلونیت‌داغ
آلونیت‌داغ (به لاتین: Alunitdağ) منطقه‌ای مسکونی در جمهوری آذربایجان است که در شهرستان داش‌کسن واقع شده‌است.

## خصوصیات
آلونیت‌داغ ۷۲۶ نفر جمعیت دارد.